# 二階導関数

二次函数の二階導函数は定数となる。

微分積分学において、函数 f の二階導函数（にかいどうかんすう、英語: second derivative）とは、f の導函数の導函数のことを指す。大雑把に言えば、ある量の変化率そのものがどのように変化しているかを測定するのが二階導函数である。たとえば、物体の位置を時間に対して二階微分すると、物体の瞬間加速度、つまり物体の速度が時間に対してどのように変化しているかがわかる。ライプニッツの記法では、a を加速度、v を速度、t を時間、x を位置、d を瞬時の「デルタ」または変化量として
{\displaystyle \mathbf {a} ={\frac {d\mathbf {v} }{dt}}={\frac {d^{2}{\boldsymbol {x}}}{dt^{2}}}}
と表される。最後の式 {\displaystyle {\tfrac {d^{2}{\boldsymbol {x}}}{dt^{2}}}} は、位置（x）の時間に対する二階導函数である。
グラフにおいて、二階導函数はグラフの曲率や凹凸に対応する。二階導函数が正となる函数のグラフは下に凸となり、二階導函数が負となる函数のグラフは反対側に湾曲する。

## 二階導函数の冪乗公式
一階導函数の冪乗公式（Power rule）を2回適用すると、二階導函数の冪乗公式は次のようになる。
{\displaystyle {\frac {d^{2}}{dx^{2}}}\left[x^{n}\right]={\frac {d}{dx}}{\frac {d}{dx}}\left[x^{n}\right]={\frac {d}{dx}}\left[nx^{n-1}\right]=n{\frac {d}{dx}}\left[x^{n-1}\right]=n(n-1)x^{n-2}}

## 記法
函数 {\displaystyle f(x)} の二階導函数は一般的に {\displaystyle f''(x)} と表記される。すなわち
{\displaystyle f''=\left(f'\right)'}
ライプニッツの記法を用いる際、独立変数 x に対する従属変数 y の二階導函数は
{\displaystyle {\frac {d^{2}y}{dx^{2}}}}
と表記される。これは、以下の式から導かれる。
{\displaystyle {\frac {d^{2}y}{dx^{2}}}\,=\,{\frac {d}{dx}}\left({\frac {dy}{dx}}\right)}

## 他の記法
前述のように、ライプニッツの記法では一般的に二階導函数を {\textstyle {\frac {d^{2}y}{dx^{2}}}} と表す。しかしながら、この表記では代数的な操作ができない。すなわち、微分の分数のような形をしているが、分数をバラバラに分割したり、項を打ち消したりすることはできないのである。しかし、この制限は二階導函数の別の式を使うことで解決できる。この式は、一階導函数に商の微分法則を適用したものである。これによって、以下の式が得られる。
{\displaystyle y''(x)={\frac {d}{dx}}\left({\frac {dy}{dx}}\right)={\frac {d\left({\frac {dy}{dx}}\right)}{dx}}={\frac {d^{2}y}{dx^{2}}}-{\frac {dy}{dx}}{\frac {d^{2}x}{dx^{2}}}}
この式において、{\displaystyle du} は {\displaystyle u} に適用する微分作用素、すなわち {\displaystyle d(u)} を、{\displaystyle d^{2}u} は微分作用素を2回適用すること、すなわち {\displaystyle d(d(u))} を、{\displaystyle du^{2}} は {\displaystyle u} に適用する微分作用素の2乗、すなわち  {\displaystyle (d(u))^{2}} を表している。
（上記の記法の意味を考慮して）このように表記すると、二階導函数の項は他の代数的な項と同じように自由に操作することができる。例えば、二階導函数の逆函数の公式は、二階導函数の連鎖律と同様に上の式の代数的操作から導くことができる。なお、このような記法の変更が十分に有用であるかどうかについては、未だに議論の余地がある。

## 例
函数 {\displaystyle f(x)=x^{3}} に対し、函数 f の導函数は
{\displaystyle f^{\prime }(x)=3x^{2}}
であり、二階導函数（{\displaystyle f^{\prime }} の導函数）は
{\displaystyle f^{\prime \prime }(x)=6x.}
である。

## グラフとの関連性

の から までのグラフ。接線は、曲線が下に凸となるところは青、上に凸となるところは緑、変曲点 (0, /2,)では赤となる。

### 凹凸
函数 f の二階導函数を使うことで f の凹凸を調べることができる。二階導函数が正の函数は、下に凸（凸ともいう）であり、接線は函数のグラフの下に位置することになる。同様に、二階導函数が負の函数は上に凸（凹ともいう）であり、その接線は函数のグラフより上に位置することになる。

### 変曲点
函数の二階導函数の符号が変わると、函数のグラフは凸から凹、またはその逆に切り替わる。これが起こる点を変曲点と呼ぶ。二階導函数が連続であると仮定すれば、どの変曲点でも 0 をとる必要がある一方、二階導函数が 0 になる点がすべて変曲点であるとは限らない。

### 二階導函数判定法
二階導函数とグラフの関係を利用することで、函数の停留点（{\displaystyle f'(x)=0} となる点）が極大・極小かを判定することができる。特に
- {\displaystyle f^{\prime \prime }(x)<0} ならば、{\displaystyle f} は {\displaystyle x} で極大となる。
- {\displaystyle f^{\prime \prime }(x)>0} ならば、{\displaystyle f} は {\displaystyle x} で極小となる。
- {\displaystyle f^{\prime \prime }(x)=0} ならば、変曲点候補の {\displaystyle x} について何もわからない。

二階導函数がこのような結果をもたらす理由は、現実世界の例で説明できる。ある車両が、最初は大きな速度で、しかし負の加速度を伴って前進しているとする。速度がゼロになった地点での車両の位置は、明らかに出発地点からの距離が極大となる。この時点を過ぎると、速度は負となり、車両は逆走する。極小の場合も同様で、最初は負の速度だが正の加速度を持つ車両がある。

## 極限
以下のように、極限を用いて二階導函数を表記できる。
{\displaystyle f''(x)=\lim _{h\to 0}{\frac {f(x+h)-2f(x)+f(x-h)}{h^{2}}}}
この極限は二階対称導函数と呼ばれる。たとえ（通常の）二階導函数が存在しないときでも二階対称導函数が存在しうることに注意。
式の右辺は差分商の差分商として次のように表記可能である。
{\displaystyle {\frac {f(x+h)-2f(x)+f(x-h)}{h^{2}}}={\frac {{\frac {f(x+h)-f(x)}{h}}-{\frac {f(x)-f(x-h)}{h}}}{h}}}
この極限は、数列の二階差分の連続版と見なすことができる。
しかしながら、上記の極限が存在しても、函数 {\displaystyle f} が二階導函数を持つとは限らない。上の極限は二階微分の計算の可能性を与えるだけで、定義はしていない。反例として
{\displaystyle \operatorname {sgn}(x)={\begin{cases}-1&{\text{if }}x<0,\\0&{\text{if }}x=0,\\1&{\text{if }}x>0.\end{cases}}}
と定義される符号函数 {\displaystyle \operatorname {sgn}(x)} が挙げられる。
符号函数は原点で連続ではないため、{\displaystyle x=0} での二階導函数も存在しない。だが、上記の極限は {\displaystyle x=0} において以下に示すように存在する。
{\displaystyle {\begin{aligned}\lim _{h\to 0}{\frac {\operatorname {sgn}(0+h)-2\operatorname {sgn}(0)+\operatorname {sgn}(0-h)}{h^{2}}}&=\lim _{h\to 0}{\frac {\operatorname {sgn}(h)-2\cdot 0+\operatorname {sgn}(-h)}{h^{2}}}\\&=\lim _{h\to 0}{\frac {\operatorname {sgn}(h)+(-\operatorname {sgn}(h))}{h^{2}}}=\lim _{h\to 0}{\frac {0}{h^{2}}}=0\end{aligned}}}

## 二次近似
一階導函数が線型近似と関連しているように、二階導函数は函数 f に対する最良の二次近似と関連している。これは、ある点での一階導函数と二階導函数が f のそれと一致する二次函数である。点 x = a 付近の函数 f の最良の二次近似の公式は次の通りである。
{\displaystyle f(x)\approx f(a)+f'(a)(x-a)+{\tfrac {1}{2}}f''(a)(x-a)^{2}}
この二次近似は x = a における函数の二次までのテイラー級数である。

## 二次導函数の固有値と固有ベクトル
多くの境界条件の組み合わせにおいて、二次導函数の固有値と固有ベクトルの明示的な公式が得られる。例えば、{\displaystyle x\in [0,L]} および同次元のディリクレ境界条件（すなわち、{\displaystyle v(0)=v(L)=0} ）を仮定すると、固有値は {\displaystyle \lambda _{j}=-{\tfrac {j^{2}\pi ^{2}}{L^{2}}}} となり、対応する固有ベクトル（固有函数とも呼ばれる）は {\displaystyle v_{j}(x)={\sqrt {\tfrac {2}{L}}}\sin \left({\tfrac {j\pi x}{L}}\right)} となる。このとき、{\displaystyle v''_{j}(x)=\lambda _{j}v_{j}(x),\,j=1,\ldots ,\infty } である。
その他の著名な例については、Eigenvalues and eigenvectors of the second derivative を参照せよ。

## 高次元への一般化

### ヘッセ行列
二次導函数は、二次偏導函数の概念として高次元へ一般化される。函数 f: R3 → R に対して、これらは3つの二次偏導函数
{\displaystyle {\frac {\partial ^{2}f}{\partial x^{2}}},\;{\frac {\partial ^{2}f}{\partial y^{2}}},{\frac {\partial ^{2}f}{\partial z^{2}}}}
および混合導函数
{\displaystyle {\frac {\partial ^{2}f}{\partial x\,\partial y}},\;{\frac {\partial ^{2}f}{\partial x\,\partial z}},{\frac {\partial ^{2}f}{\partial y\,\partial z}}}
を含む。
函数の像と定義域の両方がポテンシャルを持つ場合、これらはヘッセ行列と呼ばれる対称行列に当てはまる。この行列の固有値は、二次導函数判定の多変量アナログを実装するために使用できる。（Second partial derivative test を参照せよ。）

### ラプラシアン
もう1つの高次元への一般化として、ラプラシアンがある。これは
{\displaystyle \nabla ^{2}f={\frac {\partial ^{2}f}{\partial x^{2}}}+{\frac {\partial ^{2}f}{\partial y^{2}}}+{\frac {\partial ^{2}f}{\partial z^{2}}}}
として定義される微分作用素 {\displaystyle \nabla ^{2}}（あるいは {\displaystyle \Delta }）である。
函数のラプラシアンは、勾配の発散とヘッセ行列の跡に等しい。

### 書籍
- Anton, Howard; Bivens, Irl; Davis, Stephen (February 2, 2005), Calculus: Early Transcendentals Single and Multivariable (8th ed.), New York: Wiley, ISBN 978-0-471-47244-5
- Apostol, Tom M. (June 1967), Calculus, Vol. 1: One-Variable Calculus with an Introduction to Linear Algebra, 1 (2nd ed.), Wiley, ISBN 978-0-471-00005-1
- Apostol, Tom M. (June 1969), Calculus, Vol. 2: Multi-Variable Calculus and Linear Algebra with Applications, 1 (2nd ed.), Wiley, ISBN 978-0-471-00007-5
- Eves, Howard (January 2, 1990), An Introduction to the History of Mathematics (6th ed.), Brooks Cole, ISBN 978-0-03-029558-4
- Larson, Ron; Hostetler, Robert P.; Edwards, Bruce H. (February 28, 2006), Calculus: Early Transcendental Functions (4th ed.), Houghton Mifflin Company, ISBN 978-0-618-60624-5
- Spivak, Michael (September 1994), Calculus (3rd ed.), Publish or Perish, ISBN 978-0-914098-89-8
- Stewart, James (December 24, 2002), Calculus (5th ed.), Brooks Cole, ISBN 978-0-534-39339-7
- Thompson, Silvanus P. (September 8, 1998), Calculus Made Easy (Revised, Updated, Expanded ed.), New York: St. Martin's Press, ISBN 978-0-312-18548-0

### ウェブサイト
- Crowell, Benjamin (2003), Calculus
- Garrett, Paul (2004), Notes on First-Year Calculus
- Hussain, Faraz (2006), Understanding Calculus
- Keisler, H. Jerome (2000), Elementary Calculus: An Approach Using Infinitesimals
- Mauch, Sean (2004), Unabridged Version of Sean's Applied Math Book,  オリジナルの2006-04-15時点におけるアーカイブ。
- Sloughter, Dan (2000), Difference Equations to Differential Equations
- Strang, Gilbert (1991), Calculus
- Stroyan, Keith D. (1997), A Brief Introduction to Infinitesimal Calculus,  オリジナルの2005-09-11時点におけるアーカイブ。
- Wikibooks, Calculus